# Mahamba
Koordinaten: 27° 6′ S, 31° 5′ O
Mahamba ist ein Ort in Eswatini. Er liegt im Südwesten des Landes in der Region Shiselweni. Der Ort liegt etwa 1000 Meter über dem Meeresspiegel auf einer Anhöhe über dem rechten Ufer des Flusses Makondo.

## Geographie
Mahamba liegt unmittelbar an der Grenze zu Südafrika (Border Posts Mahamba) an der Fernstraße MR9, die von Osten kommend Südafrika im Westen verläuft und dort als R453 nach Piet Retief weiterläuft. Im Osten sind die nächsten namhaften Orte Maseyisini un Nhlangano.
Der Ort selbst liegt auf einer Anhöhe über dem Fluss Makondo, der dort von Westen aus den Mahamba Mountains kommt. Dieses Gebiet ist steht als Mahamba Protected Landscape unter Naturschutz. Die Anhöhe ist zugleich eine Wasserscheide zum Pongola. Die Quellbäche, die südlich des Ortes entspringen, bilden teilweise die Grenze zwischen Eswatini und Südafrika und entwässern nach Südosten zum Draaiwater, einem linken Nebenfluss des Pongola.